# Sunderland, Cumbria
Sunderland är en ort i civil parish Blindcrake, i distriktet Cumberland, i Storbritannien. Den ligger i grevskapet Cumbria och riksdelen England, i den centrala delen av landet, 400 km nordväst om huvudstaden London. Sunderland ligger 143 meter över havet och antalet invånare är 190. Sunderland var en civil parish 1866–1934 när det uppgick i Blindcrake. Parish hade 60 invånare år 1931.
Terrängen runt Sunderland är kuperad österut, men västerut är den platt.Runt Sunderland är det ganska tätbefolkat, med 70 invånare per kvadratkilometer. Närmaste större samhälle är Workington, 18,9 km väster om Sunderland. Trakten runt Sunderland består i huvudsak av gräsmarker.